# Michael Jerome
Michael Jerome, celým jménem Michael Jerome Moore, (* 7. července 1971 Wichita) je americký bubeník, člen kapel Better Than Ezra, Halls of the Machine a The Third Mind, dlouholetý člen doprovodných skupin Richarda Thompsona a Johna Calea.

## Kariéra

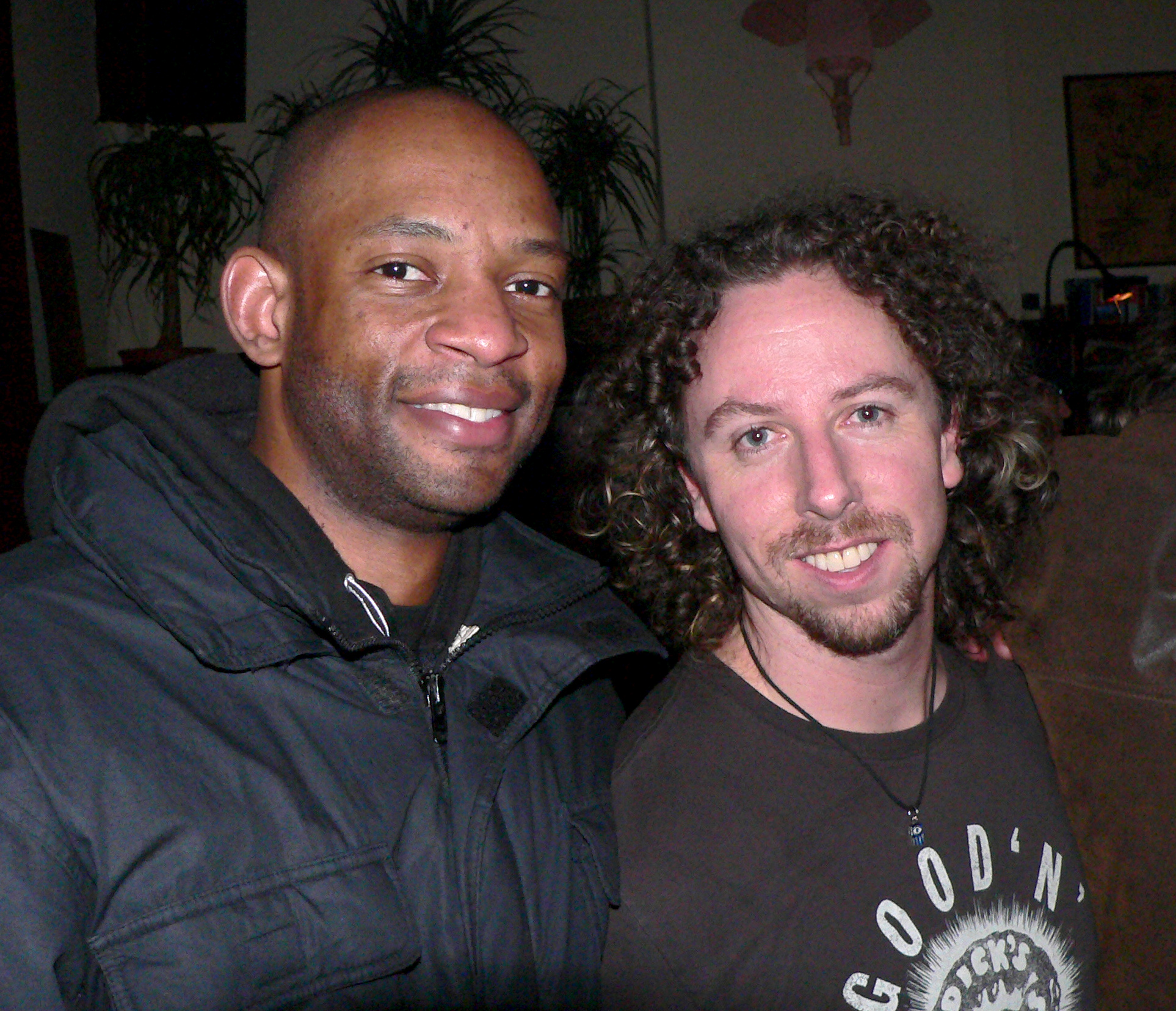
Michael Jerome spolu s baskytaristou Joem Karnesem během turné Johna Calea v roce 2006

Narodil se ve Wichitě v Kansasu do hudební rodiny, později vyrůstal v Texasu. Jeho matka hrála na klavír a pracovala jako učitelka.
Začínal koncem 80. let ve skupině The Haunted Generation, později přejmenované na Pop Poppins. Tu však záhy opustil a v roce 1989 se stal členem skupiny Toadies, se kterou nahrál jeden singl (kazetu), ale stejně jako předchozí bubeníci zde nevydržel dlouho a odešel hned v roce 1990. Následně se vrátil do Pop Poppins. Od roku 1994 strávil čtyři roky ve skupině Course of Empire a později, v roce 2002, krátce působil ve skupině Pleasure Club zpěváka Jamese Halla. V letech 2005–2011 působil v doprovodné skupině multiinstrumentalisty Johna Calea; po odchodu jej nahradil Alex Thomas. Od roku 2009 hraje s kapelou Better Than Ezra, kde nahradil dlouholetého bubeníka Travise McNabba. Také koncertoval se zpěvačkami Meshell Ndegeocello a Lizz Wright. Počínaje rokem 1998 působí v kapele Halls of the Machine. Jeho další kapelou je The Third Mind.
Je dlouholetým spolupracovníkem kytaristy a zpěváka Richarda Thompsona, se kterým nahrál řadu alb. Spolupracoval i s dalšími hudebníky, mezi které patří Charlie Musselwhite, Shelby Lynne nebo skupina The Blind Boys of Alabama. V roce 2019 vydal svou první sólovou nahrávkou, extended play s názvem Chameleon, a spolu s bubeníkem Butchem Nortonem album a.k.a. Butch Jerome / La Prima Lingua. V roce 2024 hrál na albu Orgy of the Damned kytaristy Slashe a rovněž s ním odehrál koncertní turné.
Za své největší vzory označil Buddyho Riche a Stewarta Copelanda.

## Diskografie
| Rok  | Interpret                           | Album                                                      |
| ---- | ----------------------------------- | ---------------------------------------------------------- |
| 1993 | Pop Poppins                         | Pop Poppins                                                |
| 1994 | Course of Empire                    | Initiation                                                 |
| 1997 | Course of Empire                    | Telepathic Last Words                                      |
| 2001 | Halls of the Machine                | Atmospheres for Lovers and Sleepers                        |
| 2001 | The Blind Boys of Alabama           | Spirit of the Century                                      |
| 2002 | Richard Thompson                    | Semi-Detached Mock Tudor                                   |
| 2002 | Andrej Šifrer                       | Spremenite Protokol                                        |
| 2002 | Charlie Musselwhite                 | One Night in America                                       |
| 2003 | Richard Thompson                    | The Old Kit Bag                                            |
| 2003 | Richard Thompson                    | 1000 Years of Popular Music                                |
| 2003 | The Blind Boys of Alabama           | Go Tell It on the Mountain                                 |
| 2004 | Charlie Musselwhite                 | Sanctuary                                                  |
| 2004 | Maimou                              | Persephonics                                               |
| 2004 | různí                               | Por Vida: A Tribute to the Songs of Alejandro Escovedo     |
| 2005 | Richard Thompson                    | Live from Austin TX                                        |
| 2005 | The Blind Boys of Alabama           | Atom Bomb                                                  |
| 2005 | John Cale                           | Black Acetate                                              |
| 2006 | Irina Björklund a Peter Fox         | Oh L'amour                                                 |
| 2007 | John Cale                           | Circus Live                                                |
| 2007 | Richard Thompson                    | Sweet Warrior                                              |
| 2008 | Taj Mahal                           | Maestro                                                    |
| 2009 | Better Than Ezra                    | Paper Empire                                               |
| 2009 | Ana Egge                            | Road to My Love                                            |
| 2009 | Richard Thompson                    | Live Warrior                                               |
| 2010 | k.d. lang                           | Recollection                                               |
| 2010 | Richard Thompson                    | Dream Attic                                                |
| 2011 | Ben Ottewell                        | Shapes & Shadows                                           |
| 2011 | C. C. White                         | This Is Soul Kirtan!                                       |
| 2011 | John Cale                           | Extra Playful                                              |
| 2012 | John Cale                           | Shifty Adventures in Nookie Wood                           |
| 2012 | Steve Forbert                       | Over with You                                              |
| 2012 | Alyssa Graham                       | Lock, Stock & Soul                                         |
| 2012 | Meiko                               | The Bright Side                                            |
| 2012 | Haroula Rose                        | So Easy                                                    |
| 2013 | Richard Thompson                    | Electric                                                   |
| 2013 | Wavves                              | Afraid of Heights                                          |
| 2013 | Spencer Day                         | The Mystery of You                                         |
| 2014 | Better Than Ezra                    | All Together Now                                           |
| 2014 | The Blind Boys of Alabama           | Talkin' Christmas!                                         |
| 2014 | Tom Freund                          | Two Moons                                                  |
| 2015 | Richard Thompson                    | Still                                                      |
| 2015 | Shelby Lynne                        | I Can't Imagine                                            |
| 2017 | Halls of the Machine                | All Tribal Dignitaries                                     |
| 2017 | Shelby Lynne a Allison Moorer       | Not Dark Yet                                               |
| 2017 | Amilia K. Spicer                    | Wow and Flutter                                            |
| 2017 | Cindy Lee Berryhill                 | The Adventurist                                            |
| 2018 | Paolo Preite                        | An Eye on the World                                        |
| 2018 | Richard Thompson                    | 13 Rivers                                                  |
| 2018 | Garrett Bryan                       | Break the Levee                                            |
| 2019 | Lynda Kay                           | Black and Gold                                             |
| 2019 | Erika May                           | Let Out Your Ghosts                                        |
| 2019 | Butch Norton a Michael Jerome Moore | a.k.a. Butch Jerome / La Prima Lingua                      |
| 2019 | Michael Jerome Moore                | Chameleon                                                  |
| 2019 | Dave Nachmanoff                     | Cerulean Sky                                               |
| 2020 | The Third Mind                      | The Third Mind                                             |
| 2020 | Shelby Lynne                        | Shelby Lynne                                               |
| 2020 | Zara Phillips                       | Meditation & Kitkats                                       |
| 2021 | Ben Ottewell                        | Shapes and Shadows                                         |
| 2021 | Paolo Preite                        | Fishing for the Dead                                       |
| 2022 | Richard Thompson                    | Live from Honolulu                                         |
| 2023 | The Third Mind                      | The Third Mind/2                                           |
| 2023 | Studio-Hundehutte                   | Handbags                                                   |
| 2023 | Sugartooth                          | Volume 3                                                   |
| 2023 | různí                               | Shine On: A Tribute to Pete Ham                            |
| 2024 | Richard Thompson                    | Ship to Shore                                              |
| 2024 | Slash                               | Orgy of the Damned                                         |
| 2024 | Molly Lewis                         | On the Lips                                                |
| 2024 | Greg Lisher                         | Underwater Detection Method                                |
| 2024 | různí                               | Tonight I'll Go Down Swingin': A Tribute to Don Heffington |
| 2024 | Pop Poppins                         | Suiddod Dod                                                |
| 2025 | The Third Mind                      | Live Mind                                                  |